# Punto Azul
Punto Azul és una aerolínia regional amb seu a Malabo, Guinea Equatorial. La seva base principal és l'Aeroport Internacional de Malabo. L'aerolínia duu a terme vols programats principalment de la pròspera capital de Malabo, vols privats i de càrrega de petroli i de la indústria del gas de Guinea Equatorial.

## Destinacions
Pel gener de 2016 Punto Azul operava les següents destinacions:
- Malabo,  Guinea Equatorial - Hub
- Bata,  Guinea Equatorial
- Yaoundé,  Camerun
- Douala,  Camerun
- Accra,  Ghana
- Sao Tome,  São Tomé i Príncipe

## Flota
En juny de 2016, Punto Azul operava els següents avions. actualment totes les seves aeronaus són llogades a ECC Leasing Company Ltd.

## Club Azul
Punto Azul va ser la primera aerolínia de Guinea Equatorial en establir un programa de volts freqüent.